# Falsotmesisternus zygoceroides
Falsotmesisternus zygoceroidess – gatunek chrząszcza z rodziny kózkowatych i podrodziny zgrzypikowych. Jedyny przedstawiciel rodzaju Falsotmesisternus.

## Zasięg występowania
Gatunek ten występuje na Wyspach Salomona.